# Gmina związkowa Manderscheid
Gmina związkowa Manderscheid (niem. Verbandsgemeinde Manderscheid) – dawna gmina związkowa w Niemczech, w kraju związkowym Nadrenia-Palatynat, w powiecie Bernkastel-Wittlich. Siedziba gminy związkowej znajdowała się w mieście Manderscheid. 1 lipca 2014 wszystkie gminy wchodzące w jej skład zostały przyłączone do gminy związkowej Wittlich-Land, tworząc nową gminę związkową Wittlich-Land. Gmina związkowa została tym samym rozwiązana.

## Podział administracyjny
Gmina związkowa zrzeszała 21 gmin, w tym jedną gminę miejską (Stadt) oraz 20 gmin wiejskich:
1. Bettenfeld
2. Dierfeld
3. Eckfeld
4. Eisenschmitt
5. Gipperath
6. Greimerath
7. Großlittgen
8. Hasborn
9. Karl
10. Laufeld
11. Manderscheid
12. Meerfeld
13. Musweiler
14. Niederöfflingen
15. Niederscheidweiler
16. Oberöfflingen
17. Oberscheidweiler
18. Pantenburg
19. Schladt
20. Schwarzenborn (Eifel)
21. Wallscheid